# Савельев, Николай Фёдорович
Никола́й Фёдорович Саве́льев (1867 — после 1917) — российский инженер, преподаватель электротехники Института гражданских инженеров.

## Биография
В 1892 году окончил Институт гражданских инженеров. Преподавал в институте; в 1898—1905 годах также преподавал практическую электротехнику в Электротехнической школе Императорского русского технического общества. В 1901 году командирован Институтом за границу по вопросам построек трамваев и метрополитенов в европейских городах.
Участвовал в строительстве центральной городской электрической станции Бельгийского общества в Петербурге, в устройстве центральной станции и оборудовании электродвижения зданий элеватора Петербургского порта.

### Избранные труды
- Железо в конструкциях современных уличных устройств // Тр. Железного съезда в СПб.
- Записки по курсу электротехники сильных токов / Сост. Р. Каплан-Ингель, А. Модель, Л. Позен. — СПб., 1910. — Вып. 1. — 27 с.
- Новый способ Дика, изготовления фасонного ассортимента меди (дельта-металла) : (Докл., чит. в Очередном собрании О-ва гражданск. инженеров, 20 окт. 1900 г.). — СПб.: Тип. Э. Арнгольда, 1901. — 26 с. (отт. из Изв. О-ва гражданск. инженеров. — 1900. — № 6).
- О сотрясениях грунта в городах под влиянием трамваев, метрополитенов, фабрик и заводов // Тр. электротехнического съезда в 1902 г.
- Электрические центральные станции — как самостоятельный тип построек // Тр. / 1-й съезд Рус. Зодчих в СПб. — 1892.

Автор статей «Электрическая вентиляция» и «Электрические станции» в Энциклопедическом словаре Брокгауза и Ефрона.